# Raúl Colombres
Raúl Colombres (San Miguel de Tucumán, 27 de septiembre de 1884 - 16 de enero de 1920) fue un político argentino.

## Biografía
Se recibió de bachiller en el Colegio Nacional, en 1901, y partió a estudiar Buenos Aires donde obtuvo su título de doctor la facultad de Medicina de la Universidad de Buenos Aires.
Regresó a su ciudad natal, y a la vez que ejercía la profesión, militó activamente en política, en las filas conservadoras. Fue elegido diputado a la Legislatura, en los períodos 1914-18 y 1918-22. Por su gestión, se aprobaron leyes como la de enseñanza obligatoria de Puericultura en las escuelas, y la de creación de Tracomatosos (a la que luego se impuso su nombre). Dirigente de primera línea en la fundación del Partido Liberal (1917), tuvo actuación saliente en las jornadas del juicio político al gobernador Juan Bautista Bascary. Falleció en plena juventud cuando su partido se preparaba a postularlo como candidato a gobernador de Tucumán. 
En 1925, se inauguró su tumba en el Cementerio del Oeste, con la estatua "El Ariel caído", obra del escultor José Fioravanti.